# Augusto Ferrer-Dalmau
Augusto Ferrer-Dalmau Nieto (Barcelona, 20 de gener de 1964) és un pintor espanyol hiperrealista. S'ha especialitzat en quadres de temàtica eqüestre militar, que retraten en molts casos diversos aspectes i èpoques de l'exèrcit espanyol, sempre amb gran realisme i atenció al detall.
Ell enumera entre les seves influències dos pintors del segle xix, el català Josep Cusachs i Cusachs i el gallec Victor Morelli.

## Biografia i obra

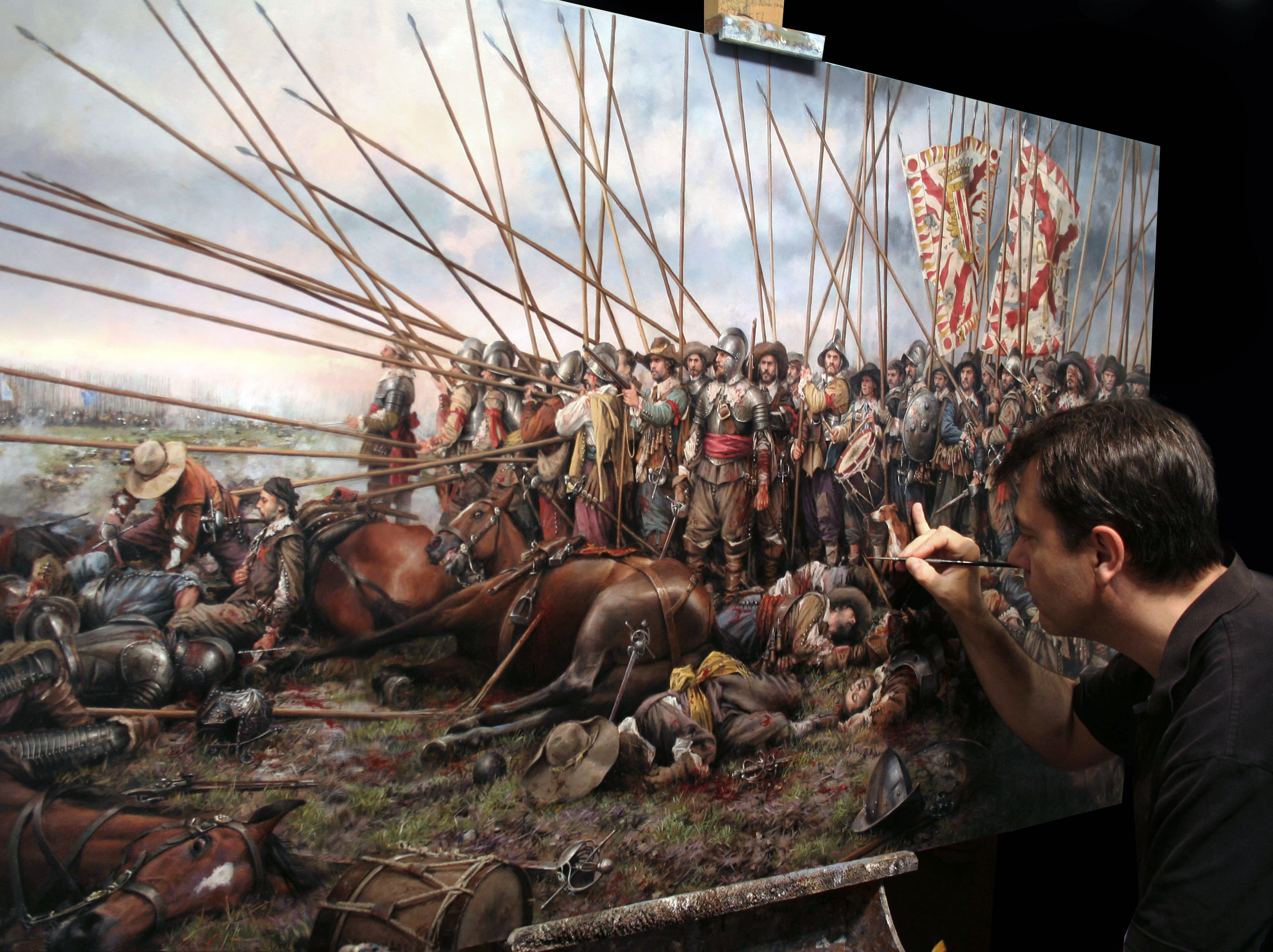
Ferrer-Dalmau pintant el quadre de la Batalla de Rocroi (2011)

Augusto Ferrer-Dalmau Nieto nasqué a Barcelona el 20 de gener de 1964 al si d'una família de la burgesia catalana i cursà estudis als jesuïtes de Sarrià. A finals dels anys 1980, treballà com a dissenyador tèxtil per a distintes firmes punteres del sector, però mantenint sempre viva la seva afició per la pintura a l'oli. La seva vocació per la milícia el portà també, des de molt jove, a pintar aquesta temàtica, tot i que els seus primers treballs independents i autodidactes foren paisatges, en especial, marines.
Més tard, inspirat en l'obra d'Antonio López García, es va centrar en els ambients urbans i va captar en els seus llenços els racons de la seva Barcelona natal. Va exposar en galeries d'art, i rebé èxits i bones crítiques. L'obra d'aquesta època està recollida en un monogràfic de l'autor i en diferents llibres generalsd'art contemporani. A finals dels anys 1990, va decidir consagrar-se en cos i ànima a la temàtica historicomilitar, i va començar a produir llenços en què l'acurat paisatge s'entrellaça amb soldats i cavalls.
Instal·lat a Madrid des del 2007, ha col·laborat de manera més assídua amb diferents editorials, associacions, institucions, i entitats especialitzades en la difusió de la història militar d'Espanya. S'han publicat diversos llibres monogràfics sobre la seva pintura. Home compromès amb la cultura i l'art, va llençar recentment una nova revista, FD Magazine, en la qual aborda la història d'Espanya i de les seves gents des d'una perspectiva artística i social.
Al llarg de la seva trajectòria professional, ha realitzat exposicions en galeries privades de Barcelona, Madrid, Londres, París i Nova York i centres oficials com el Museu de l'Exèrcit, el palau de Capitania de Saragossa, el palau Reial de Valladolid, el palau de l'Audiència de Sòria, el Museu Provincial de Pontevedra, el castell de Figueres (Girona), el palau de Capitania General de Canàries i en diverses ocasions exposà conjuntament amb l'obra del cèlebre pintor català Josep Cusachs al palau de Capitania de Barcelona, i al palau de Capitania de Madrid. La seva obra i difusió és gestionada per l'empresa Historical Outline SL i les seves pintures il·lustren nombrosos llibres, portades i revistes, especialment d'història. A més d'en col·leccions particulars, la seva obra pot contemplar-se en diferents museus, com el Museu de la Guàrdia Reial (palau del Pardo, Madrid), el Museu de l'Exèrcit (Toledo), el Museu de l'Acadèmia General Militar (Saragossa), el Museu de l'Acadèmia de Cavalleria de Valladolid), el Museu de l'Arma d'Enginyers (Madrid) i el Museu d'Intendència (Àvila), a més de sales històriques d'unitats militars o al palau Reial de Valladolid.

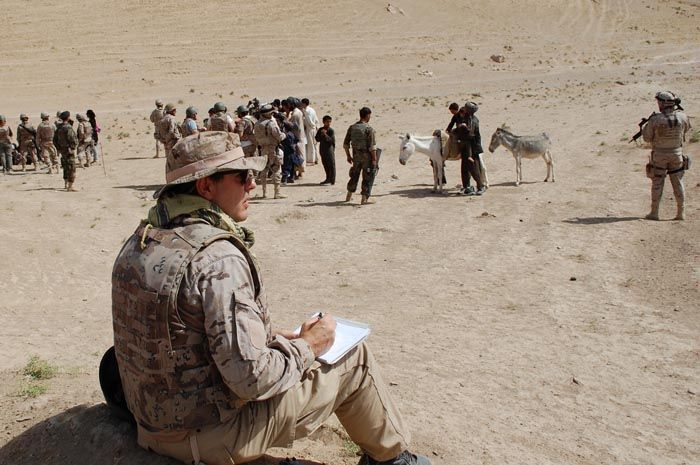
Ferrer-Dalmau prenent notes a Afganistan.
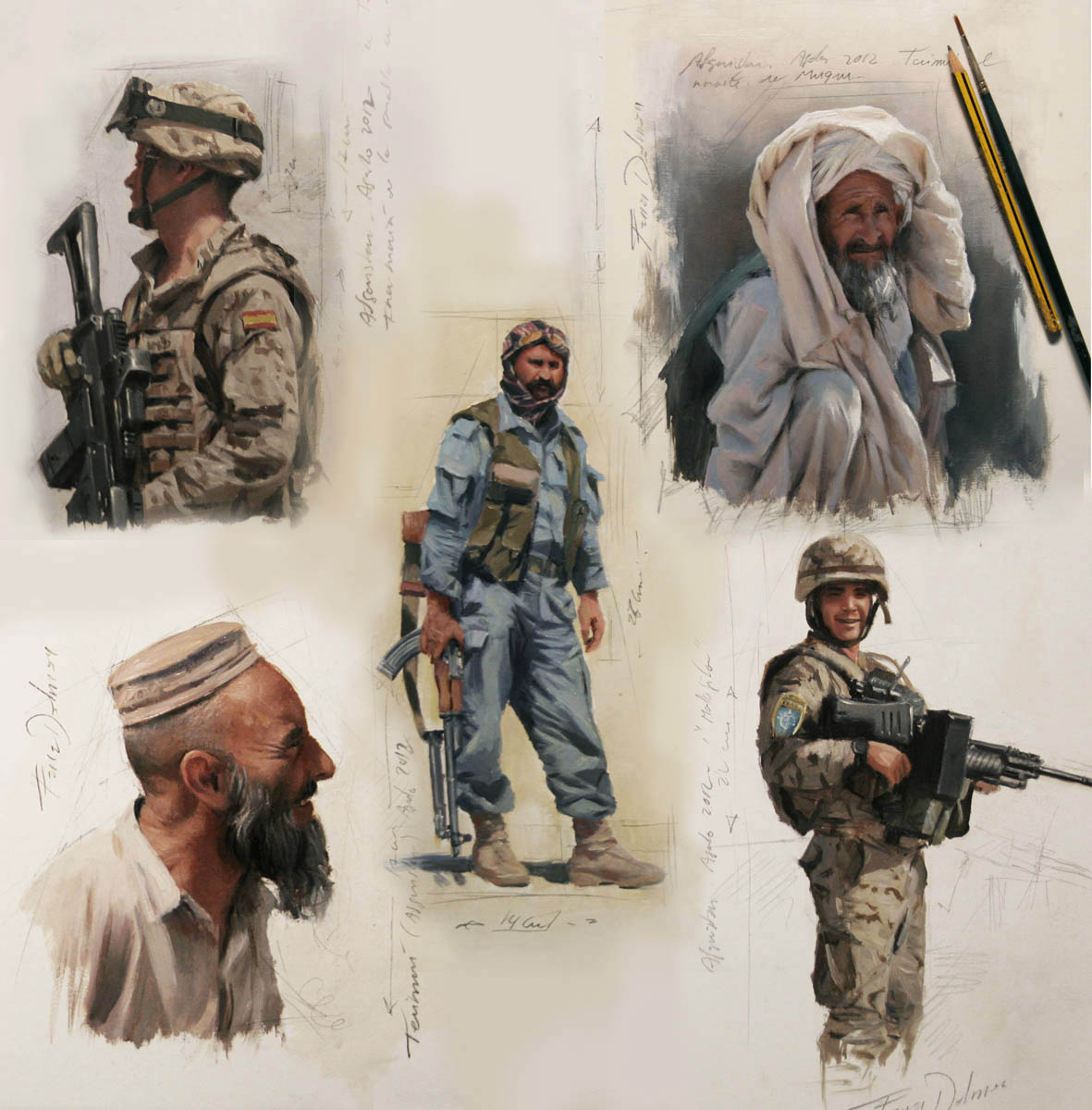
Agost de 2012

Ferrer-Dalmau ha estat en zona d'operacions d'un conflicte internacional com Afganistan, fent esbossos, prenent apunts i pintant, mentre convivia amb les tropes espanyoles de la ISAF. El pintor va compartir experiències amb el contingent de l'ASPFOR XXXI, format sobre la base de la brigada paracaigudista, a Qal'eh-ye Now i al lloc avançat de combat (COP) Ricketts, a Moqur. Va ser el primer cop que un pintor espanyol es desplaçà a una missió a l'exterior per col·laborar amb el Ministeri de Defensa. Malgrat això, no és una pràctica excepcional, ja que altres exèrcits tenen «artistes de guerra», com el cos de marines de l'exèrcit dels Estats Units, que té en l'actualitat tres artistes oficials, un d'ells Michael D. Fay, que ha plasmat en les seves pintures la participació nord-americana a Irak i Afganistan.

### Reconeixements

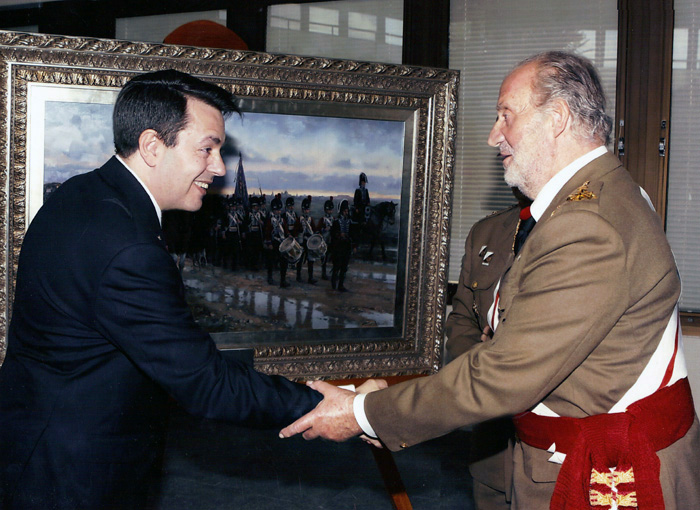
El rei Joan Carles I felicitant Ferrer-Dalmau per l'obra realitzada per commemorar el III Centenari de la creació de l'Arma d'Enginyers, Museu de l'Acadèmia d'Enginyers (Madrid).

Augusto Ferrer-Dalmau ha estat guardonat amb nombrosos premis i distincions per la seva trajectòria artística i per la difusió de la història militar, entre els quals es troben la Creu de Plata de l'orde del Mèrit de la Guàrdia Civil, la Gran Placa de cavaller de l'orde imperial de Carles V, el reconeixement de la inspecció general de l'exèrcit, llancer d'honor del regiment de cavalleria Espanya, hússar honorífic del regiment Pavia, soldat cuirassat d'honor de la brigada cuirassada Guadarrama XII, llancer d'honor del regiment de cavalleria Farnesio, caçador honorífic del regiment Alcàntara, orde del regiment d'infanteria Astúries i creu de l'Associació de Suboficials Duc d'Ahumada, entre d'altres. També escriptors, polítics, periodistes i personalitats del panorama cultural espanyol han reconegut l'obra de Ferrer-Dalmau.
En paraules de l'escriptor i membre de la Real Academia Española, Arturo Pérez-Reverte:
| «                      | Ningú, que jo sàpiga, pinta a Espanya com Augusto Ferrer-Dalmau. Amb tanta honradesa i amb tan admirable absència de complexos a l'hora de recuperar les imatges del nostre llarg passat militar. El que en altres països és natural, pintors de batalles que fixen als seus llenços la història i la memòria de les seves respectives nacions, aquí resulta doblement sorprenent: per l'insòlit de l'entestament i per l'esplèndida bellesa del resultat. Això converteix Ferrer-Dalmau i la seva obra singular, extraordinària, en quelcom especialment estrany. I, com a tal, preciós. Els seus quadres són escenes, retrats, claus necessàries per a il·lustrar el nostre passat. Per a recordar i reflexionar. Per a comprendre millor, així, les nostres misèries, les nostres tragèdies i la nostra grandesa. | » |
| — Arturo Pérez-Reverte | |   |

En opinió del crític d'art Josep Maria Cadena, en la seva trilogia Figures, Interiors i paisatgistes:
| « | La pintura de Ferrer-Dalmau no és d'elaboració senzilla. És necessari disposar d'una sòlida tècnica, ben apresa i repleta de recursos per a poder arribar a interessar uns seguidors d'una pintura simplement realista —sector més ample que d'altres, però també reduït— que en el seu àmbit és molt exigent i demana una perfecció que no tots els pintors poden oferir. Ferrer-Dalmau sap fer-ho i aconsegueix sempre els efectes que es proposa. | » |

- Académic de la Real Academia de Bellas Artes de Santa Isabel de Hungría (Sevilla).[60]
- Comendador de la Orden del Mérito Civil.
- Medalla d'Or i brillants de les Arts «Art Priest».[61]
- Cruz de Plata de la Orden del Mérito de la Guardia Civil.[62][63]
- Cruz al Mérito Naval,amb distintiu Blanc.[64]
- Medalla al Mérit militar de la República de Georgia.[65]
- Acadèmic numerari de la Academia de la Diplomacia.[66]
- Membre de «The International Society of War Artists».[67][68]
- Cruz de la Orden del Mérito Policial amb distintiu Blanc
- Diploma de la Inspecció General de l'Exèrcit.[69]
- Medalla al Mérito de la Protección Civil amb distintiu Blanc.
- Alabardero de Honor de la Guardia Real.[70]
- Gran Cruz de Caballero de la Orden Imperial de Carlos V.[71]
- Aspas de Borgoña de la Sociedad Heráldica Española.[72]
- Premi Sabino Fernández Campo ABC i BBVA[73]
- Premi nacional «Cultura viva» a las arts plástiques[74]
- Premi «Mariblanca» de la Casa de Madrid a Barcelona.[75]
- Premi «Racimo» de Pintura 2016[76]
- Premi Azor de la Brigada de Infantería Ligera Aerotransportable «Galicia» VII.
- Títol «Animosus Dux» de la Brigada de Infantería Mecanizada «Extremadura» XI.[77]
- Húsar Honorífic del Regimiento Pavía.
- Soci d'honor de Los Sitios de Zaragoza[78]
- Socio d'honor del Círculo de Amigos de las Fuerzas Armadas[79]
- Regular de Honor del G. R. Melilla 52.
- Orden del Regimiento de Infantería Asturias.
- Artiller Honorífic del RACA20.
- Encomienda de la Asociación de Suboficiales Duque de Ahumada.
- Lancero de Honor del Regimiento de Caballería España.
- Soldado Acorazado de Honor de la Brigada Acorazada Guadarrama XII.[80]
- Lancero de Honor del Regimiento de Caballería Farnesio.
- Caçador Honorífic del Regimiento de Cazadores de Montaña "América" n.º 66[81]
- Caçador Honorífic del Regimiento Alcántara.[82]
- Arcabucero de Honor. Regimiento de Infantería Ligera «Soria» n.º 9
- Premis Ferrer-Dalmau de la Academia de la Diplomacia.[83]
- Medalla del 350 Aniversario del Regimiento de Infantería Asturias[84]

## Galeria

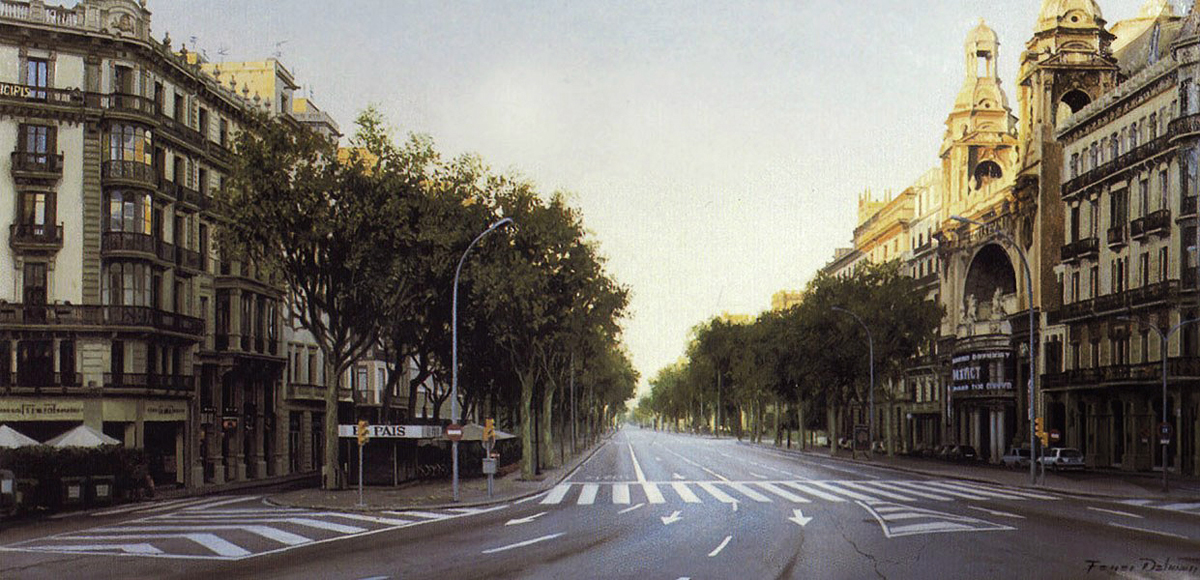
Gran Via de Barcelona (1995).
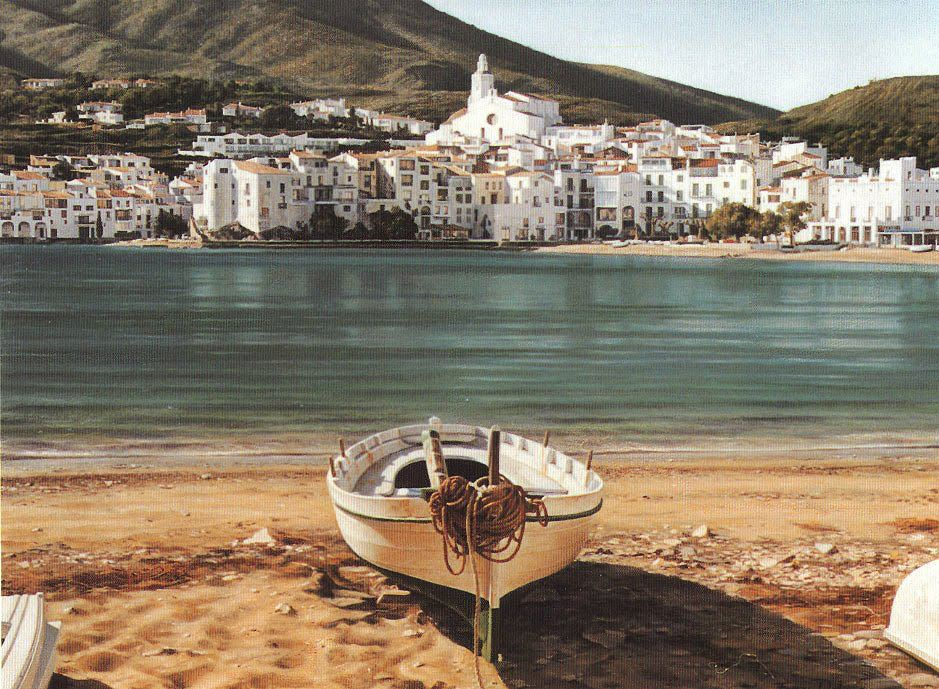
Cadaqués (1993).
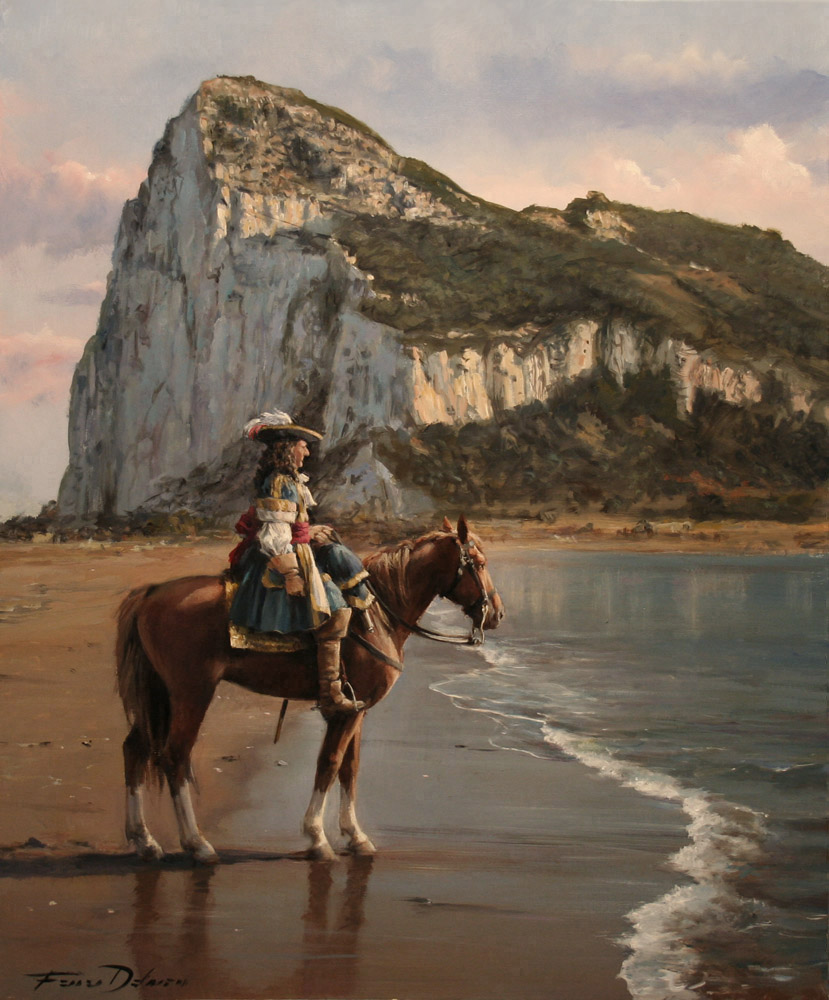
L'últim de Gibraltar.
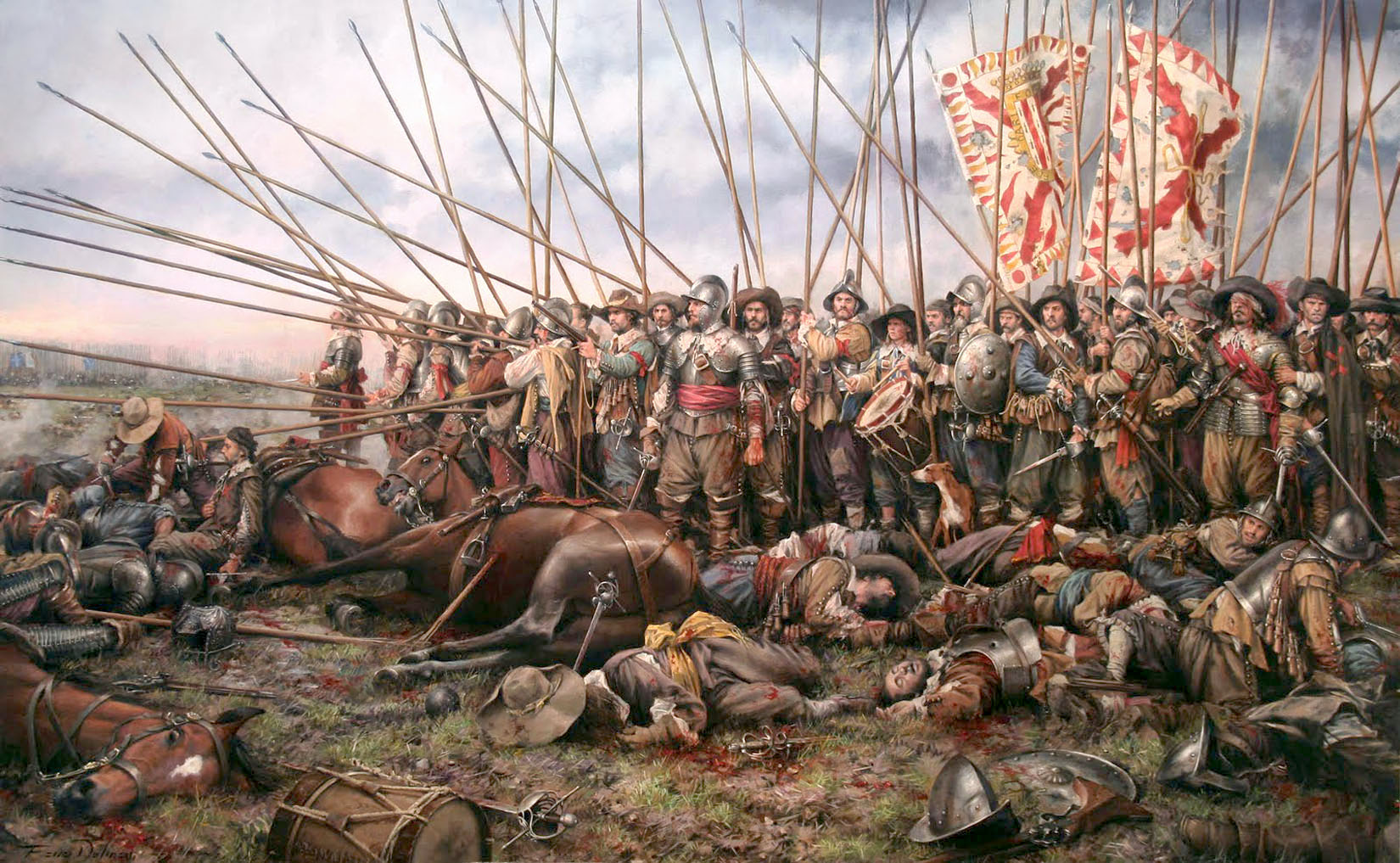
La batalla de Rocroi (2011).
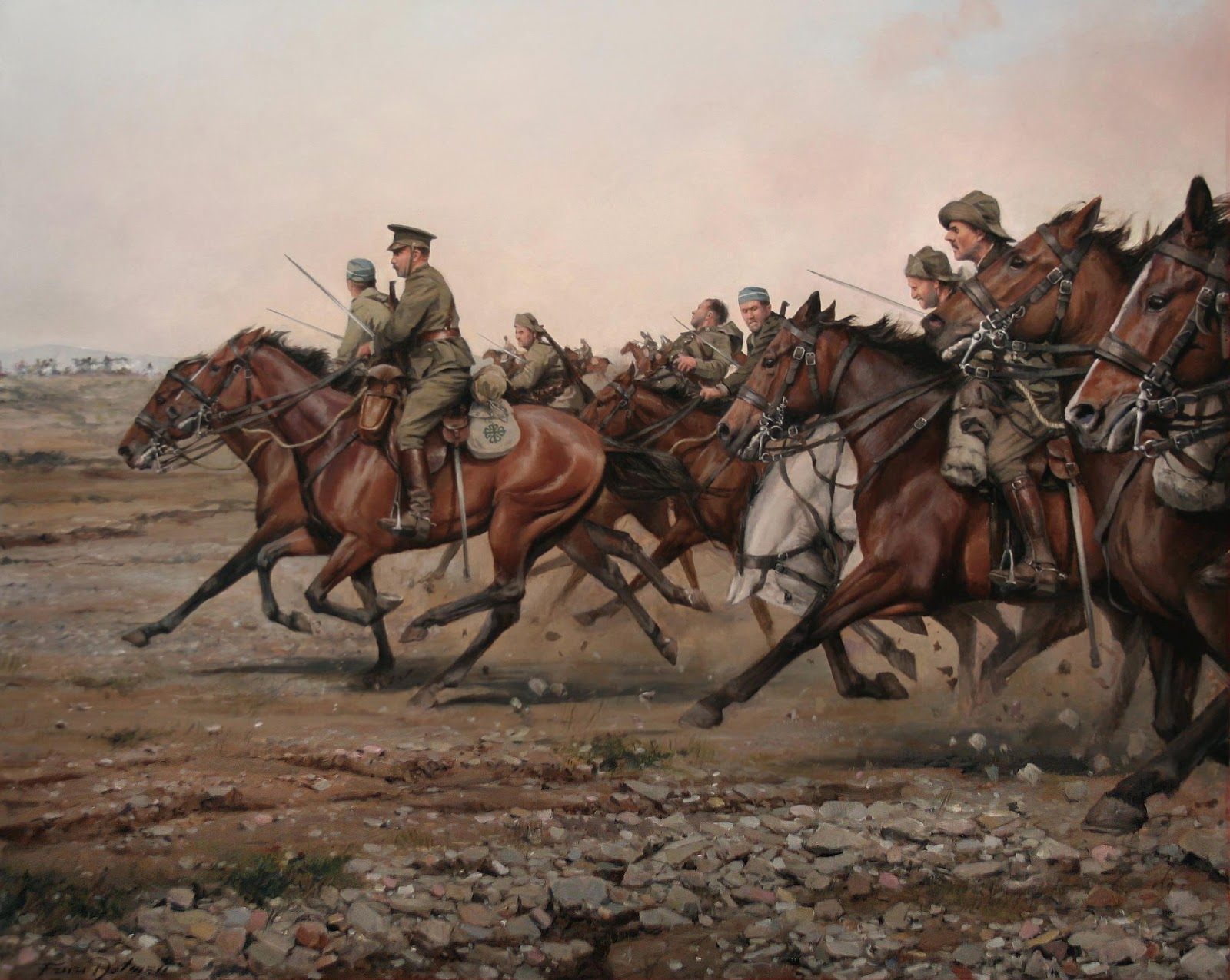
Càrrega del riu Igan pel Regiment Alcàntara (2013).
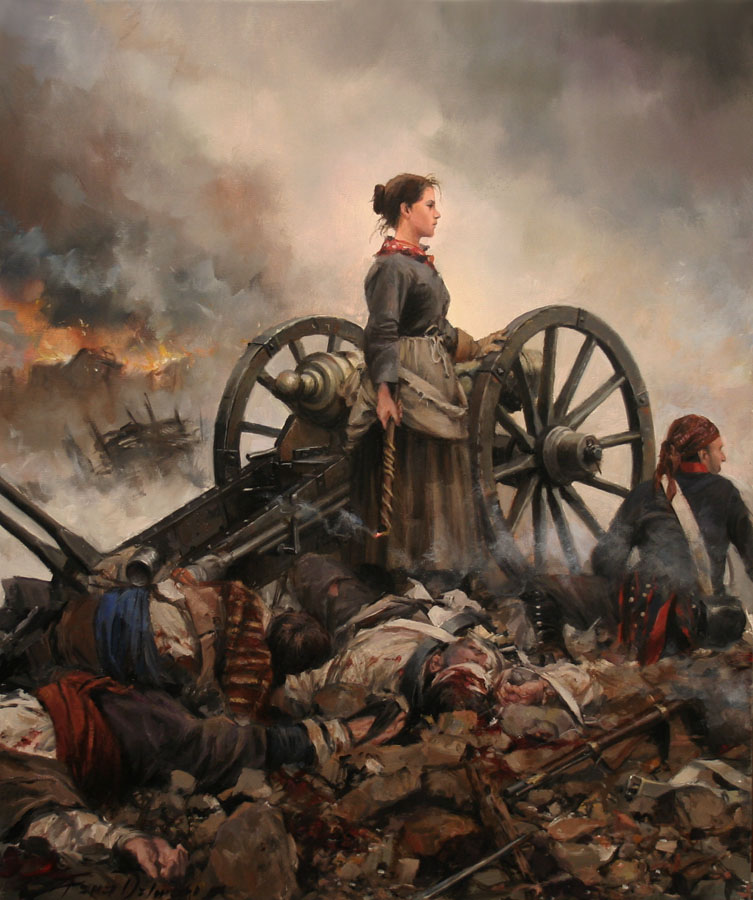
Agustina d'Aragó (2012).
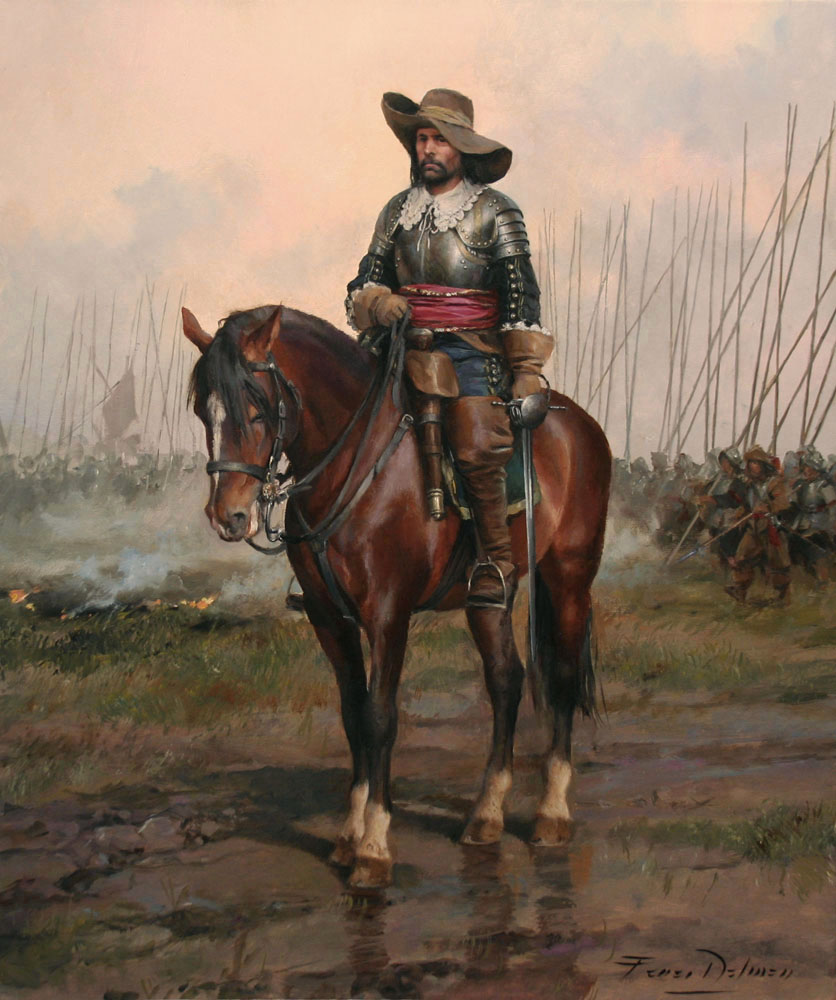
Cavalleria Valona, Guerra dels Trenta Anys (2012).
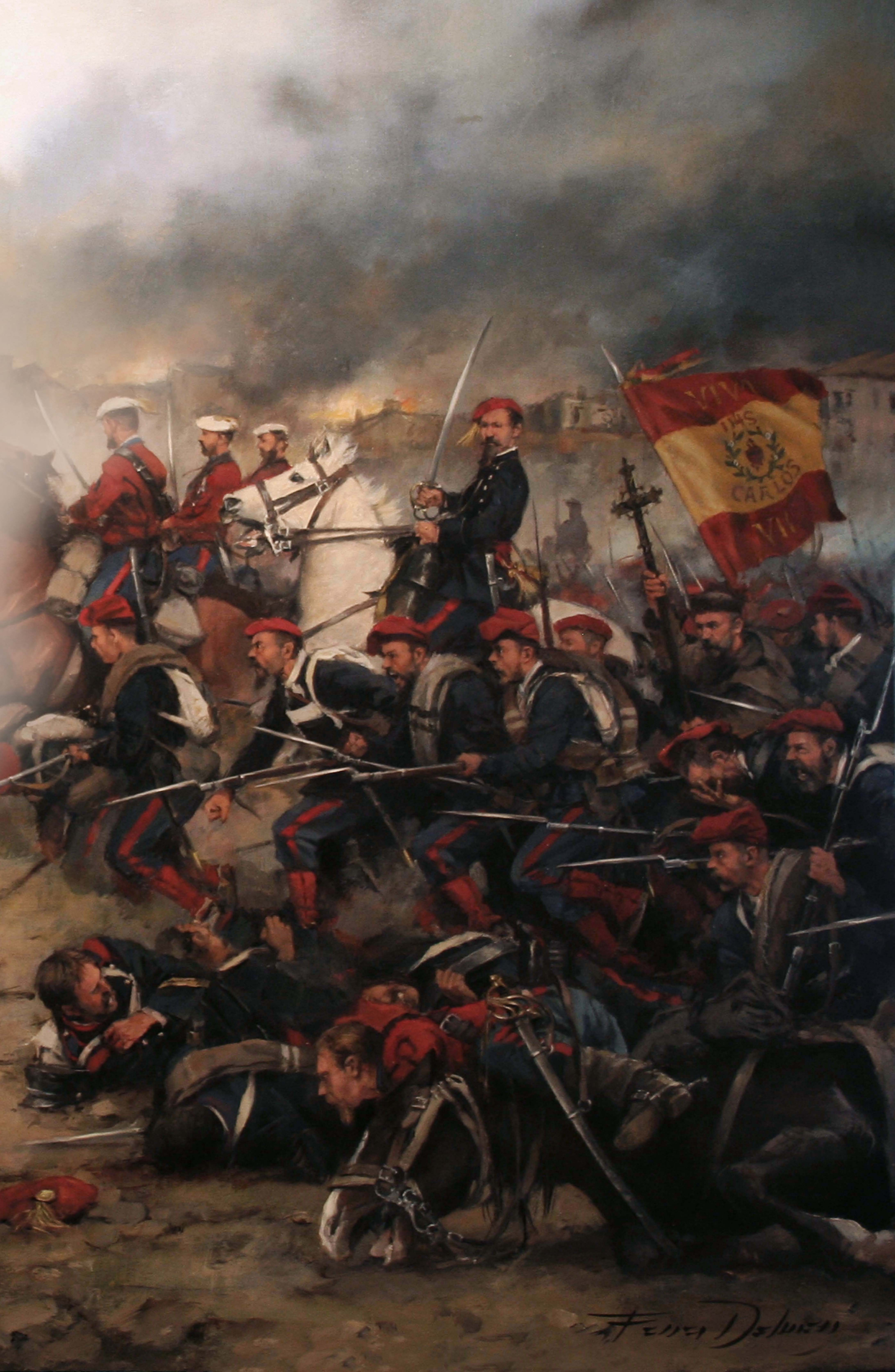
General Tristany Carlins de Girona  (2009).